# Henriette Beese
Henriette Beese (* 28. November 1944 in Oranienburg, Eden bei Berlin; † 17. Dezember 1998 in Manosque) war eine deutsche Literaturwissenschaftlerin, Übersetzerin, Lektorin  und Dramaturgin.

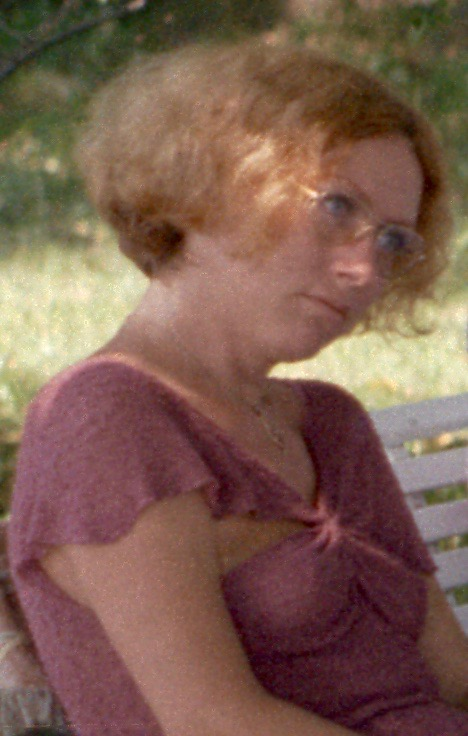
Henriette Beese (1980)

## Leben
Henriette Beese war die Tochter des Psychoanalytikers Friedrich Beese und der Schriftstellerin Eva Beese, geborene Polenske. Ihr Großvater mütterlicherseits war der Greifswalder Juraprofessor Karl Polenske.
Ihre Kindheit und Jugend verbrachte sie in Schienen am Bodensee, dem Fluchtort der Familie, und seit 1957 in Gräfenhausen bei Darmstadt. Nachdem sie 1965 ihr Abitur am Darmstädter Ludwig-Georgs-Gymnasium abgelegt hatte, studierte sie im Sommersemester 1965 an der Frankfurter Goethe-Universität. Sie belegte Seminare und Vorlesungen in Japanologie, Kunstgeschichte, Anglistik, Altphilologie und Ethnologie. Außerdem hörte sie die Metaphysik-Vorlesung Theodor W. Adornos, mit dem sie im folgenden Jahr in einen intellektuellen Briefwechsel trat. Zum Wintersemester 1965/66 wechselte sie an die FU Berlin und studierte Allgemeine und Vergleichende Literaturwissenschaft bei Peter Szondi. Im WS 1968/69 nahm sie als Studentenvertreterin an der Besetzung des Philosophischen Seminars am 11. Dezember 1968 teil. Aufgrund dessen wurde sie vom Ordnungsbeauftragten der FU Berlin für zwei Semester relegiert und musste in Konstanz weiterstudieren. Nachdem sie dort am 19. März 1970 ihren Magister abgelegt hatte, kehrte sie nach Berlin zurück.
Seit 1970 arbeitete Henriette Beese erst als Tutorin, dann von 1971 bis 1978 als wissenschaftliche Assistentin am Institut für Allgemeine und Vergleichende Literaturwissenschaft, dem heutigen Peter-Szondi-Institut. Nach Szondis Tod 1971 sichtete sie gemeinsam mit Jean Bollack den Nachlass Szondis und gab die Schriften ihres Lehrers im Suhrkamp Verlag mit heraus. 1974 promovierte sie mit der Dissertation "Nachdichtung als Erinnerung" über Paul Celan bei Bernhard Böschenstein. Darüber hinaus machte sie sich als Essayistin und Herausgeberin sowie als wissenschaftliche und literarische Übersetzerin einen Namen. Unter anderem gab sie Werke von Carl Einstein und Norbert Elias mit heraus und übersetzte Schriften der Geisteswissenschaftler Gaston Bachelard, Jacques Derrida, Jean Starobinski und Gilles Deleuze sowie literarische Werke von Djuna Barnes, Seamus Heaney, Edmond Jabès, David Rokeah und Marcel Proust. Ihre Habilitations-Schrift bei Eberhard Lämmert über große Frauenfiguren in der Literatur, in der sie über die Männerphantasien der Autoren schrieb, vollendete sie nicht.
Seit Ende der 1970er Jahre entfremdete sich Henriette Beese zunehmend dem universitären Bereich und wandte sich literarischen Projekten sowie der Theaterdramaturgie zu. 1979 wirkte sie als Dramaturgin am Berliner Schillertheater bei der Aufführung von "Die Antigonä des Sophokles" von Friedrich Hölderlin mit (Regie Niels-Peter Rudolph, in den Hauptrollen Hildegard Schmahl, Bernhard Minetti und Thomas Holtzmann, Premiere am 24. März 1979). In der Folge übersetzte sie Jean Racines Phèdre. Das Stück wurde am Schloßpark-Theater Berlin 1984 unter Ernst Wendt mit Sabine Sinjen in einer der Hauptrollen aufgeführt.
Mitte der 1980er Jahre verließ Henriette Beese Deutschland und lebte bis zu ihrem Tode als Übersetzerin und Essayistin in Saint-Michel-l’Observatoire in der Haute Provence. Ihr Grab befindet sich in Entrevennes.

## Schriften (Auswahl)

### Monografien und Aufsätze
- Bedeutung und Ideologie, Konstanz, Phil. Magisterarb. 20. Januar 1970. UB Konstanz E70/5.
- Nachdichtung als Erinnerung: allegorische Lektüre einiger Gedichte von Paul Celan, Darmstadt: Agora-Verlag 1976. Dissertation FU-Berlin 1974.
- "Notizen zum Tönenden am Tonfilm". In: Filmkritik, Nr. 252, 1977, S. 615–619.
- "Der sichtbare Affekt. Bemerkungen gegen Sachlichkeit im Kino, bei Gelegenheit einer Retrospektive von Filmen mit Conrad Veidt". In: Berliner Hefte. Zeitschrift für Kultur und Politik, Nr. 3, April 1977, S. 24–34.
- "Galathée à l'origine des langues, Comments on Rousseau's Pygmalion" as a Lyric Drama. In: MLN – Modern Language Notes, Jg. 1978 (93), Heft 5, S. 839–851.
- "Lucinde oder Die neue Liebesreligion". In: Alternative: Zeitschrift für Literatur und Diskussion. Berlin-Dahlem: Alternative Selbstverl., Bd. 25 (1982), S. 89–100.
- "Zum 90. Geburtstag des Dichters Norbert Elias". In: Merkur, Stuttgart: Klett-Cotta, Bd. 41 (1987), S. 530–336. (Rezension zu: Elias, Norbert, Los der Menschen. Suhrkamp: Frankfurt/M. 1987).
- "Transvestie". In: 'Wechseltausch', Amsterdam: Rodopi 1995 S. 319–334.

### Herausgeberschaft
- Szondi, Peter: Das lyrische Drama des Fin de siècle. Hrsg. von Henriette Beese. [Aus d. Nachlass von Peter Szondi hrsg. von Jean Bollack u. a.] Frankfurt/M.: Suhrkamp, 1975 (Studienausgabe der Vorlesungen Bd. 4).
- Szondi, Peter: Über eine »Freie (d. h. freie) Universität«: Stellungnahmen eines Philologen. Aus dem Nachlass herausgegeben von Jean Bollack mit Henriette Beese, Wolfgang Fietkau, Hans-Hagen Hildebrandt, Gert Mattenklott, Senta Metz, Helen Stierlin, Suhrkamp: Berlin 1973.
- Einstein, Carl: Werke, Bd. 2., 1919–1928, hrsg. von Marion Schmid unter Mitarb. von Henriette Beese u. Jens Kwasny, Berlin: Medusa [Fannei und Walz] 1981.

### Übersetzungen
- Bachelard, Gaston: Epistemologie: ausgewählte Texte, Ullstein: Frankfurt/M. 1974.
- Deleuze, Gilles: Proust und die Zeichen, Ullstein: Frankfurt/M. 1978.
- Jabès, Edmond: Das Buch der Fragen, Alphëus: Berlin 1979.
- Starobinski, Jean: Wörter unter Wörtern: Die Anagramme von Ferdinand de Saussure, Ullstein: Frankfurt/M. 1980.
- Starobinski, Jean: Das Leben der Augen, Ullstein: Frankfurt/M. 1984.
- Gould, Stephen Jay: Darwin nach Darwin: naturgeschichtliche Reflexionen, Ullstein: Frankfurt/M. 1984.
- Heaney, Seamus: Ausgewählte Gedichte: 1965–1975, Klett-Cotta: Stuttgart 1984.
- Petrarca, Francesco und Stéphane Mallarmé, Maurice Scève, Louize Labé, Pierre de Ronsard, Sir Philip Sidney, Jean de Sponde, William Shakespeare, Edward Fitzgerald nach Omar Khatyám, Sappho: 33 Liebesgedichte, Alexander Verlag Berlin: Berlin 1984. Neuauflage: Berlin 2019, mit einem Nachwort von Gerhard Ahrens.
- Barnes, Djuna: Ryder, Suhrkamp: Frankfurt/M. 1986.
- Tadié, Jean-Yves: Marcel Proust, Suhrkamp: Frankfurt/M. 1987.

### Mit anderen
- Steiner, George: Nach Babel: Aspekte der Sprache und der Übersetzung, Suhrkamp: Frankfurt/M. 1981.
- Rokeah, David: Jerusalem: Gedichte, Hanser: München 1981.
- Rokeah, David: Du hörst es immer: Gedichte, Hanser: München 1985.
- Rokeah, David: Nicht Tag nicht Nacht: ausgew. Gedichte, Suhrkamp: Frankfurt/M. 1986.
- Proust, Marcel: Werke; Teil: 1, Bd. 2, Nachgeahmtes und Vermischtes, Suhrkamp: Frankfurt/M. 1989.
- Proust, Marcel: Werke; Teil: 1, Bd. 3, Essays, Chroniken und andere Schriften, Suhrkamp: Frankfurt/M. 1992.